# 関西新制作
関西新制作（かんさいしんせいさく）とは、新制作協会の関西独立支部のことであり、同支部が行う美術展覧会・公募展の事である。
新制作協会の関西会員が主となって、1年に1回開催している。入選の難易度は新制作展とほぼ同じである。